# Вайнер, Вильям Максимович
Вилья́м Макси́мович Ва́йнер (арм. Վիլյամ Վայներ; ивр. ויליאם ויינר‎; англ. William Weiner) (род. 25 ноября 1955, Ереван) — армянский советский и израильский композитор, скрипач, певец и музыкально-общественный деятель. Заслуженный деятель искусств Республики Армения (2008), член Союза композиторов Израиля (2013), президент Еврейского Культурного Центра «Менора» в Армении (1994), директор Ереванского Государственного Камерного Хора (2018).

## Биография
Вильям Максимович Вайнер родился 25 ноября 1955 г. в Ереване в еврейской семье.
Композитор, инструменталист, за плечами которого школа-десятилетка для одаренных детей им. Чайковского (1963—1974) и Ереванская государственная консерватория им. Комитаса, которую окончил с отличием по классу скрипки у профессора Жана Тер-Мергеряна (1974—1979). Более тридцати лет проработал в качестве скрипача, а затем и постоянного автора-композитора с Симфо-джаз-оркестром Общественного радио и телевидения Армении.
Одновременно Вилли Вайнер активно занимался педагогической деятельностью (1979—1992): вел класс скрипки в ереванских детских музыкальных школах, а также в Ереванской гос. консерватории им. Комитаса. Параллельно более 12 лет (1977—1989) пел в Мужском камерном хоре Ереванского оперного театра, с которым выступал во многих городах мира. При его личном содействии и участии впервые за всю историю армянской музыкальной культуры вышел в свет диск с записью оригинала трехголосной Литургии для мужского хора Комитаса, выпущенный фирмой «Мелодия» (1989).
Вилли Вайнер является автором симфонических, джазовых, камерно-инструментальных, фортепианных и хоровых произведений. Он создал цикл еврейских оркестровых произведений, представленных в трех авторских альбомах («ЭКСОДУС», «МЕЧТА» и «МОЙ НАРОД») (1997—2009). Его музыка звучит сегодня в исполнении известных музыкантов во многих странах мира, в том числе в Армении, Грузии, России, Израиле и Германии. По госзаказу Министерства культуры Армении издан также нотный сборник композитора «Фортепианные пьесы „in C“» (ISBN 978-9939-50-176-5, 2011), который уже стал частью библиотек ведущих музыкальных академий Европы.
Общественная деятельность Вилли Вайнера заслуживает особого внимания. Он был одним из лидеров еврейского движения с 70-х годов и стоял у истоков создания Еврейской Общины в Армении. В самые тяжелые годы становления независимого армянского государства (1992—1995) был главой Общины. В 1994 г. им основан Еврейский Культурный Центр «Менора». По сей день под его руководством проводится множество фестивалей, концертов и культурных мероприятий.
За выдающийся многолетний вклад в культуру страны композитору присвоено почетное звание — Заслуженный деятель искусств Республики Армения (2008). К 30-летнему творческому юбилею за выдающийся вклад в развитие классической музыкальной культуры страны, а также за значительные достижения в области пропаганды принципов толерантности ему вручена Почетная грамота Министерства культуры Армении (2011). С 2013 года Вилли Вайнер член Союза композиторов Израиля. За многолетний выдающийся вклад в культуру страны к 40-летнему творческому юбилею маэстро Вайнер награжден Золотой медалью Министерства культуры Армении (2015).

## История семьи
В 1927 году семья его отца Мордха (Максима) Зейликовича Вайнера эмигрировала из родной Умани в Америку, но позднее обосновалась в Голландии, близ Роттердама, в городе Схидам, где они прожили 13 лет. В книге «Тени над Схидам 2» («Schaduwen over Schiedam 2» ISBN 9070450259, 1996) о судьбе евреев в годы немецкой оккупации (1941—1945), изданной на основании голландских муниципальных архивов, есть целая глава «Семья Вайнер», в которой подробно описывается трагическая история их депортации. Впервые Вайнеры попали в Армению в 1941 г. Из концлагеря под Берлином, благодаря советским паспортам, их чудом вывезли на известном «Спецэшелоне» через всю Европу в город Ленинакан (ныне Гюмри). Ленинакан был конечным пунктом обмена евреев — советских граждан, проживающих в Западной Европе, на немцев — дипломатов, работающих в СССР. Чудовищные события этого обмена описаны в книге Валентина Бережкова «С дипломатической миссией в Берлин 1940—1941» (1966). После двух месяцев нахождения в ереванском накопителе (лагере для заключенных за Шинным заводом), последовала жестокая ссылка «политически ненадежных» в Северный Казахстан (1941—1946). Семья покинула Армению без главы семейства (деда композитора — Зейлика Мордковича Вайнера), ему пришлось срочно лечь в больницу из-за прободения язвы желудка. Осенью 1946-го бабушка Мириам Айзиковна Вайнер (Червоная) с четырьмя детьми (Максимом, Кларой, Броней и Лидой) получила разрешение на выезд и вернулась в Ереван в надежде найти своего мужа, но никаких следов его существования обнаружить не удалось…
Семья матери Вилли Вайнера Иды Марковны Иерусалимской (с его бабушкой — Мириам Пинхасовной Иерусалимской (Вязовской) и дедушкой — Марком Моисеевичем Иерусалимским (Мордхе-Мойше Вольковичем)) в 1941 г. из родных Черкасс эвакуировалась в Киргизию, и только в 1944-м они вернулись домой. В 1953 г. Ида Марковна окончила Киевский государственный университет и приехала в Ереван по приглашению друзей. Её познакомили с Максимом Вайнером, а через два года родился Вилли…
Максим Зейликович и Ида Марковна вместе с детьми — сыном Вильямом и дочерьми Зинаидой и Мариной — прожили в Ереване более 40 лет. В ноябре 1993 г. все они вместе с внуками репатриировались в Израиль, где обосновались в городе Акко. А Вилли Вайнер по сей день живёт и работает в родном Ереване.

## Творчество

### Оркестровые сочинения
- «Исход» (Эксодус) (2000, для симфонического оркестра)
- «Мой Иерусалим» (1998, для кларнета, скрипки и симфонического оркестра)
- «Хассидский танец» (1997, для кларнета и симфонического оркестра)
- «Смешная история» (Майсэ) (1999, для кларнета и симфонического оркестра)
- «Местечко» (Штэтл) (1999, для трубы и симфоджаз оркестра)
- «Рандеву» (2005, для симфоджаз оркестра)
- «Старый Шарманщик» (2000, для фортепиано и симфонического оркестра)
- «Колыбельная» (1998, для кларнета, гитары, флейты и струнного оркестра, с вокалом баса и альта)
- «Песнь песней» (1999, для трубы, фортепиано и симфонического оркестра)
- «Песнь любви» (2006, для тенор саксофона, кларнета, трубы и симфоджаз оркестра)
- «Мечта» (Халом) (2002, для тенор саксофона, кларнета, трубы, тромбона и биг-бэнда)
- «Еврейское танго» (2000, для кларнета, аккордеона и симфоджаз оркестра)
- «Осенний роман» (2003, для тенор саксофона, кларнета, трубы, тромбона и симфоджаз оркестра)
- «Клезмер» (2001, для кларнета и биг-бэнда)
- «Радость» (Симха) (2001, для трубы, кларнета и биг-бэнда)
- «Лилия Якова» (Шошанат Яаков) (2001, для кларнета, трубы и симфонического оркестра)
- «Напев» (Нигун) (2000, для кларнета и симфонического оркестра)
- «Танец Царицы Эстер» (2003, для фортепиано и симфонического оркестра)
- «МАКАБИ» (2003, для фортепиано и симфонического оркестра)
- «Суета сует» (2002, для фортепиано и симфонического оркестра)
- «Мой народ» (Ами) (2006, для скрипкии симфонического оркестра)
- «Лехаим» (2007, для симфоджаз оркестра)
- «Восхождение» (Алия) (2007, для биг-бэнда)
- «Мелодия детства» (2007, для кларнета, флейты, гобоя и симфонического оркестра)
- «Весенний дождик» (2007, для симфонического оркестра)
- «Вечер на набережной» (2008, для трубы, тенор саксофона, кларнета, тромбона и симфоджаз оркестра)
- «Однажды» (2008, для биг-бэнда)
- «Память» (Зикарон) (2008, для фортепиано и симфонического оркестра)
- «Маленькая балерина» (2009, для симфонического оркестра)
- «В хорошем настроении» (2007, для биг-бэнда)
- «Сотворение» (2005, для фортепиано и симфонического оркестра)
- «Лунный вальс» (2004, для фортепиано, виброфона и струнного оркестра)
- «Ереванская самба» (2006, для биг-бэнда)
- «Осенние листья» (2009, для фортепиано и симфонического оркестра)
- «Приятное заблуждение» (2009, для фортепиано и симфонического оркестра)

### Камерно-инструментальные сочинения
- «Колыбельная» (2010, для кларнета, гитары, флейты и струнного квартета, с вокалом баса и альта)
- «Напев» (Нигун) (2010, для виолончели или кларнета и камерного струнного оркестра)
- «Ами» Еврейская рапсодия (2012, для скрипки и камерного оркестра; для виолончели и камерного оркестра; для трио скрипки, виолончели и фортепиано; для дуэта скрипки и фортепиано)
- «Весенний дождик» (2007, для камерного струнного оркестра)

### Сочинения для фортепиано
Фортепианные пьесы «in C» (2009—2011)
- «Сотворение»
- «Исход» (Эксодус)
- «Танец Царицы Эстер»
- «МАКАБИ»
- «Суета сует»
- «Мой народ» (Ами)
- «Лилия Якова» (Шошанат Яаков)
- «Маленькая балерина»
- «Лунный вальс»
- «Восхождение» (Алия)
- «Старый Шарманщик»
- «Осенние листья»
- «Память» (Зикарон)
- «Приятное заблуждение»
- «Ереванская самба»

### Сочинения для хора
(2013—2017)
- «Восхождение» (Алия)
- «Исход» (Эксодус)
- «Смешная история» (Майсэ)
- «Колыбельная»
- «Суета сует»
- «Мелодия детства»
- «Лунный вальс»
- «Старый Шарманщик»
- «Весенний дождик»
- «В хорошен настроении»
- «Вечер на набережной»
- «Однажды...»
- «Осенние листья»
- «Лехаим»

## Дискография
CD
- 2003 — «Exodus»[8] («Narek.com», USA) — performed by the Armenian National Radio and TV Sympho-jazz orchestra.
- 2008 — «Khalom» («C Digital Print», Armenia) — performed bythe Armenian National Radio and TV Sympho-jazz orchestra.
- 2011 — «Piano Pieces „in C“» («C Digital Print», Armenia) — performed by Anahit Nersesyan.
- 2013 — «Piano Pieces „in C“» («CDBRAND», Russia) — performed by Hayk Melikyan[25].
- 2013 — «Orchestral Pieces» («CDBRAND», Russia) — 2 set CD «Exodus» & «Khalom» — performed by the Armenian National Radio and TV Sympho-jazz orchestra.
- 2018 — «Choral Pieces» («TM PRODUCTION», Armenia) — performed by the Yerevan State Chamber Choir.

DVD
- 2006 — DVD «Willy Weiner and the best soloists of Armenia» («ROFF Technologies», Russia). The live version of the concert at the Opera & Ballet State Academic Theater dedicated to 50-th anniversary of Willy Weiner’s birthday — performed by the Armenian National Radio and TV Sympho-jazz orchestra.
- 2007 — DVD «EXODUS by Willy Weiner» («C Digital Print», Armenia) — Film by Nika Shek about composer’s life and creative activity.
- 2007 — DVD «ANGEL ON THE ROOFS» («Kavingrig», Armenia) — Film by Karen Grigoryan dedicated to 120-th anniversary of Marc Chagall’s birthday. All music by Willy Weiner.